# Patoparkowanie

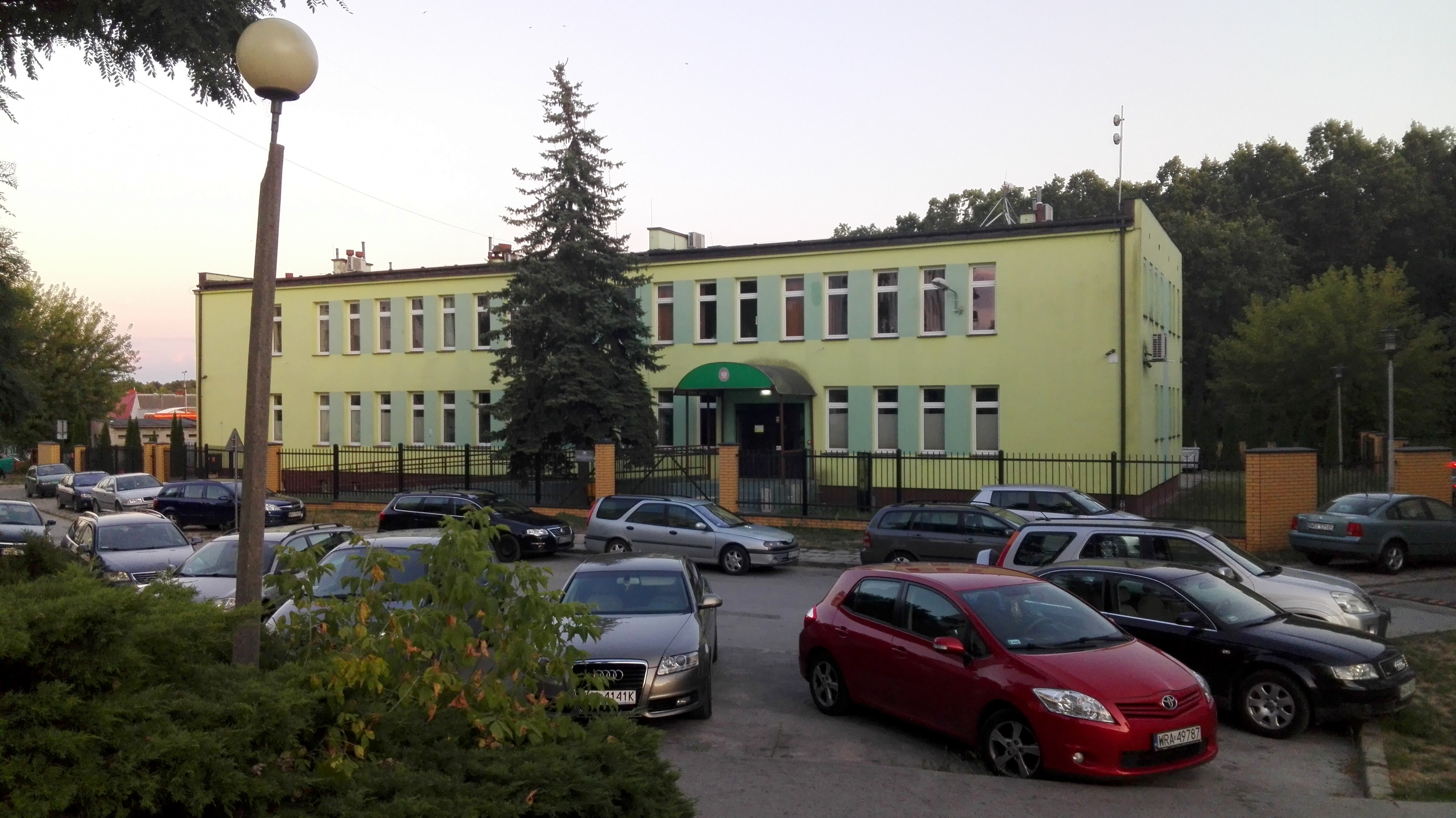
W tle auta zaparkowane na trawie i chodniku w pobliżu szkoły, co może wskazywać na niewłaściwe wykorzystanie przestrzeni publicznej oraz potencjalne utrudnienia dla pieszych.

Patoparkowanie – pojęcie używane w debacie publicznej, odnoszące się do nieodpowiedzialnego lub nielegalnego parkowania, szczególnie w miejscach, które nie są przeznaczone do parkowania, takich jak chodniki, wjazdy czy tereny zielone. Termin ten pochodzi od słowa „patologia” i jest stosowany do opisywania zjawisk związanych z niewłaściwym zachowaniem kierowców, które powodują utrudnienia w przestrzeni publicznej. Pojęcie to jest często używane w kontekście dużych miast, gdzie z braku wystarczającej liczby miejsc parkingowych pojazdy zostają pozostawione w miejscach zabronionych, często w sposób chaotyczny i nieuporządkowany.
Pojęcie patoparkowania stało się szeroko rozpoznawane w debacie publicznej, szczególnie w miastach, gdzie problem ten jest szczególnie widoczny. W Polsce termin ten zyskał na popularności po tym, jak władze miast zaczęły zwracać uwagę na rosnącą liczbę przypadków nielegalnego parkowania, które skutkują utrudnieniami w ruchu i wpływają na codzienne życie mieszkańców. W 2024 r. prezydent Warszawy Rafał Trzaskowski publicznie wyraził swoje oburzenie na temat tego zjawiska, jednak sam zauważył, że przy obecnym budżecie straży miejskiej nie ma możliwości całkowitego wyeliminowania tego zjawiska, co wymaga zarówno zwiększenia zasobów, jak i zaangażowania różnych instytucji w szersze działania na rzecz poprawy sytuacji. 

## Konsekwencje patoparkowania
Niezgodne z przepisami parkowanie, szczególnie w takich miejscach zabronionych jak przejścia dla pieszych, chodniki czy miejsca dla osób niepełnosprawnych, prowadzi do zwiększonego ryzyka wypadków drogowych. Samochody zaparkowane w takich miejscach ograniczają widoczność pieszym, co jest szczególnie niebezpieczne dla dzieci, osób starszych czy niepełnosprawnych. Ponadto, patoparkowanie często blokuje ruch, tworzy korki i utrudnia dostęp do budynków i instytucji publicznych. Długoterminowo prowadzi również do degradacji przestrzeni miejskiej – chodniki, trawniki i inne tereny zielone mogą zostać zniszczone przez ciężkie pojazdy, a także przez brak odpowiedniego zagospodarowania przestrzennego.

## Patoparkowanie na chodnikach
Patoparkowanie na chodnikach jest zjawiskiem powszechnym w polskich miastach, które może utrudniać swobodne poruszanie się pieszym, w tym osobom z niepełnosprawnościami czy rodzicom z wózkami. Obecne przepisy, pozwalające na parkowanie na chodnikach pod warunkiem pozostawienia 1,5 metra przestrzeni dla pieszych, budzą kontrowersje. Według niektórych, zasady te są spuścizną czasów PRL-u, gdy infrastruktura drogowa nie uwzględniała rosnącej liczby samochodów, a przestrzeń publiczna była kształtowana z priorytetem dla ruchu kołowego.

## Agresja wobec zgłaszających patoparkowanie
Zgłaszanie przypadków nielegalnego parkowania stało się powszechną praktyką w wielu miastach, szczególnie dzięki aplikacjom umożliwiającym łatwe i szybkie przesyłanie informacji o wykroczeniach. Choć takie działania mają na celu poprawę porządku na drogach i zwiększenie bezpieczeństwa, nie zawsze spotykają się z pozytywnym odbiorem. Zdarzają się przypadki, w których osoby zgłaszające wykroczenia stają się celem agresji, zarówno werbalnej, jak i fizycznej, ze strony tych, którzy poczuli się dotknięci interwencją.

## Patoparkowanie w Warszawie - krytyka działań
Krytyka działań Straż miejskiej w Warszawie w kontekście patoparkowania skupia się na niewłaściwym traktowaniu zgłaszających. Aktywiści i mieszkańcy wskazują, że zamiast skutecznie reagować na zgłoszenia o nielegalnym parkowaniu, strażnicy wymagają od zgłaszających szczegółowych wyjaśnień, szkiców sytuacyjnych i osobistego stawiennictwa. Ich zdaniem, takie procedury zniechęcają mieszkańców do interwencji i są odbierane jako próba przerzucenia obowiązków straży na obywateli. Krytyka dotyczy też sytuacji, w której zamiast bezpośrednio egzekwować przepisy dotyczące parkowania, straż miejska w Warszawie decyduje się na rozdawanie ulotek kierowcom.